# 埔里星弄蝶
埔里星弄蝶（学名：Celaenorrhinus horishanus），又名臺灣星弄蝶、埔里小黃紋弄蝶、埔里黃紋弄蝶、埔里小星挵蝶，为弄蝶科星弄蝶屬下的一个种。

## 描述
這種蝴蝶雌雄二型性不顯著。雄蝶頭部和觸角均為褐色，觸角尖頂呈鉤狀且亞尖頂處有小片白色鱗。口器褐色，下唇鬚前伸，第1及第2節覆黃白色的毛，腹面黃白色；第3節較小且褐色。胸部背面褐色，腹面覆蓋黃白色與褐色毛；腹部褐色並鑲有白色細環，足部褐色且覆蓋白色鱗。
前翅近三角形，外緣略突出，後緣接近直線；後翅呈扇形。翅背面底色褐色，後翅基部有褐色毛，前翅具透明斑紋。緣毛褐色，後翅散布模糊的橙色小斑點。雄蝶具有特定第二性徵：後足脛節有黃白色毛束，後胸有一對銀白色特化鱗塊，第2腹節腹面具一對線形發香袋開口。翅腹面斑紋與背面相似。
雌蝶外形與雄蝶相似，但缺乏這些第二性徵。這使得兩者在外觀上幾乎無法區分，僅在細微結構上有差別。

## 分佈
這種蝴蝶目前被視為臺灣特有種，主要分布於臺灣本島的低至中海拔山區。

## 棲地
這種蝴蝶棲息於常綠闊葉森林，一年一代。成蝶在春季活動，常見於林床及林緣，休息時會將翅膀平展。成蟲喜歡訪花吸蜜，顯示出明顯的訪花性。幼蟲則以爵床科的臺灣馬蘭、曲莖馬蘭、蘭崁馬蘭及長穗馬蘭為食。